# 李寬 (唐朝)
李寬（619年—620年代627年以前），中国唐朝唐太宗李世民第二子，母不详。
从其兄弟的出生年龄判断，李宽的生年当在618年或619年。他的生母应当是李世民的妾室。武德三年（620年），李宽在祖父李渊的安排下，过继给叔父楚哀王李智雲为後，不久夭折。父亲李世民在登基为帝后，于贞观初年，追封他为楚王，无後嗣，封国楚国废除。

## 传记资料
- 《旧唐書》卷七十六·列传第二十六·楚王寬传
- 《新唐書》卷八十·列传第五·楚王寬传